# Frank Martin Church
Frank Martin Church (* 20. April 1874 in Sandusky/Ohio; † 28. September 1959 in Chevy Chase, Maryland) war ein US-amerikanischer Organist, Komponist und Musikpädagoge.
Church studierte von 1894 bis 1898 am Oberlin Conservatory of Music und bis 1901 am New England Conservatory of Music. Von 1903 bis 1905 war er Orgelschüler von Alexandre Guilmant und Charles-Marie Widor in Paris.
Bis zu seiner Pensionierung 1953 wirkte Church als Musikdirektor und Organist am Columbia College, der Baylor University in Waco und
am Greensboro College und Athens College in Alabama. Er komponierte zahlreiche Orgelwerke, darunter Choralsätze und mehr als 100
Passacaglias.

## Werke
- Frank Martin Church auf der Website der Schüler von Alexandre Guilmant
- Werkliste im Archiv des Oberlin College

| Personendaten    | Personendaten                                           |
| ---------------- | ------------------------------------------------------- |
| NAME             | Church, Frank Martin                                    |
| KURZBESCHREIBUNG | US-amerikanischer Organist, Komponist und Musikpädagoge |
| GEBURTSDATUM     | 20. April 1874                                          |
| GEBURTSORT       | Sandusky                                                |
| STERBEDATUM      | 28. September 1959                                      |
| STERBEORT        | Chevy Chase                                             |